# عصوية ذهبية دبقة
عصوية ذهبية دبقة (الاسم العلمي: Chryseobacterium gleum) هي نوع من البكتيريا، سلبية الغرام، تتبع جنس عصوية ذهبية.